# Župnija Koroška Bela
Župnija Koroška Bela je rimskokatoliška teritorialna župnija Dekanije Radovljica Nadškofije Ljubljana. Župnijska cerkev na Koroški Beli je posvečena sv. Ingenuinu in Albuinu.